# Ochotona pusilla
Espèce
Statut de conservation UICN

 LC  : Préoccupation mineure
Ochotona pusilla est une espèce de ochotona (ou pika) de la famille des Ochotonidae. C'est un petit mammifère lagomorphe nommé en français Pika des steppes ou Pika asiatique ou Lagomys asiatique ou Lièvre nain ou encore Petit lièvre,.

## Liste des sous-espèces
Selon Mammal Species of the World (version 3, 2005)  (20 juin 2010) :
- sous-espèce Ochotona pusilla angustifrons
- sous-espèce Ochotona pusilla pusilla